# Badoer
I Badoer (pronuncia Badoèr /bado'ɛr/) sono una nobile casata veneziana ascritta al patriziato tra le famiglie apostoliche.

## Storia

### La questione delle origini

Lo stemma del comune di Morgano riprende l'arma di un ramo dei Badoer.

Il cognome è attestato per la prima volta in un documento del 900 con il quale il doge Pietro Tribuno concedeva al monastero di Santo Stefano di Altino un privilegio per risarcirlo dei danni subiti l'anno prima durante un'invasione di Ungari: tra i firmatari, compare anche un Ursus Badovarius.
Prima di questa data non si ha alcuna notizia sulla famiglia; ciononostante, un'antica tradizione (è attestata nel Chronicon Altinate et Chronicon Gradense della fine dell'XI secolo) accomuna i Badoer alla famiglia dei Partecipazi, una potente famiglia che aveva dato alcuni dogi durante il IX secolo usando proprio questi precisi termini: Particiaci, qui Badovarii apelati sunt, ossia "I Partecipazi, coloro che sono stati denominati Badoari".
Un altro collegamento tra le due casate ci è fornito dal diacono Giovanni che ricorda un Badoero Partecipazio fratello del doge Giovanni II. La questione coinvolge particolarmente la figura del doge Orso II (910-932) indicato alternativamente con i cognomi Particiaco, Paureta o Badoer. Meno incerte sono le informazioni attorno a suo figlio Pietro, che tutte le fonti citano con il cognome Badoer.
Il diacono Giovanni, al servizio del doge Pietro II Orseolo, annovera nella sua cronistoria il quarto doge della famiglia Partecipazio semplicemente con il nome Urso, ma è lo storico Andrea Dandolo, doge della Serenissima, ad assegnargli il nome Particiaco. Consultando poi il catalogo dei patriarchi si evince che questi, insediatosi sul soglio ducale tra l'865 e l'881 sarebbe stato il nipote di Agnello Particiaco (Angelo Partecipazio) morto a Costantinolopoli, omonimo del primo doge della famiglia Partecipazio, fratello del patriarca Vitale I Parteciaco.
A Urso/Orso I nell'anno 881 succede come doge il coreggente figlio Giovanni II. Questi cerca di assegnare al fratello Badoero il governo della città di Comacchio. Ferito dal conte di Comacchio Marino e successivamente imprigionato, Badoero poté fare ritorno a Venezia a patto di non vendicare la sua cattiva sorte.
Tornato, morì di lì a poco a causa delle ferite riportate. Ciò finì per provocare l'ira del doge Giovanni II che mise a ferro e fuoco Comacchio.
Il doge Giovanni II ammalatosi nominò in un primo tempo come successore il fratello più giovane Pietro che in seguito per motivi di salute si limitò a essere solo coreggente. Alla morte del fratello Pietro nominò correggente l'altro fratello Orso.Ammalatosi nuovamente Giovanni II ed in seguito alla rinuncia del fratello Orso nell'anno 887 si passò alle elezioni di un nuovo doge.
Bisognerà aspettare fino all'anno 912 perché il seggio ducale passi ad Orso II, uno degli esponenti della famiglia dei Badoari, i "secondi" Parteciaci. Questi secondo alcuni è ritenuto fratello di Vitale Particiaco Paureta, figlio a sua volta di Giovanni Particiaco Paureta.
Sempre secondo l'opinione di altre persone non vi sarebbe un effettivo legame tra i "primi" dogi Partecipazio e gli "ultimi" 2 dogi Partecipazio, Orso II Parteciaco Badoer e Pietro Parteciaco Badoer.
Sta di fatto però che Orso II e Pietro non solo vengono annoverati con lo stesso cognome Parteciaco, ma danno vita ad un nuovo cognome Badoer del tutto assonante con il nome di quel Badoero o Badoaro appartenuto ad un familiare dei "primi" Partecipazio/Parteciaco.
È proprio lo storico tedesco Gfrörer a ricordare come il cognome Badoer sia entrato nella famiglia Partecipazio col summenzionato Badoero appartenente ai "primi" Partecipazio.
Tuttavia bisogna considerare che sempre secondo lo storico Andrea Dandolo, doge della Serenissima nella sua Chronica Extensa si attesta un legame tra i Partecipazio e i Badoer: egli infatti dichiara che le 2 famiglie i Particiaco/Partecipazio e i Badoari/Badoer sono da ritenersi come un'unica stirpe.

### I primi Badoer
I membri della famiglia compaiono sempre più di frequente in cronache e documenti a partire dalla metà del X secolo. Nel sesto anno del dogado di Pietro III Candiano (probabilmente il 947), venne organizzata una spedizione navale contro i Narentani al comando di Orso Badoer e Pietro Rosolo. Nel 953 una Iohania Badovario una pariter cum Iohanne et Ursone atque Badovario filiis suis una terra e una vigna site a Pellestrina e altri beni a Giovanni Barbani da Malamocco. Il decreto con cui Pietro IV Candiano, nel 960, vietava la tratta degli schiavi è sottoscritto anche da un Petrus Badovario.
Nel 982 i Badoer partecipano, a fianco delle più importanti famiglie veneziane, alla fondazione del monastero di San Giorgio Maggiore, rappresentati da Badovario filii Iohanni Badovario, Badovario da Spinale, Urso Badovario e Petrus Badovario. L'anno dopo un Badoarium Noheli è inviato presso Ottone II, che allora si trovava a Verona, per rinnovare gli accordi tra Venezia e il Sacro Romano Impero. Nello stesso anno un Orso Badoer partecipava alla rivolta capitanata dai Coloprini e si attestava presso l'Adige nel tentativo di bloccare la Laguna.
Nel 996 un Urso Badovario, in qualità di «advocatus domni Petri ducis Venetiarum et ipsius pallatii Venetiarum», compariva nel placito di Ottone II riguardante la vertenza tra il Ducato e il vescovo di Belluno attorno ai confini di Cittanova. Nel 998 un altro placido riportava tra i testi Baduarius Noheli, Baduarius de Spinale, Ursio Baduarius.
Quanto appena riportato non è sufficiente per determinare la parentela tra i vari Badoer dell'epoca, certo è sufficiente per capire come la famiglia fosse ormai una delle casate più importante di Venezia.
Va inoltre osservato come si fossero già distinti almeno due rami: i Badoer "da Spinale", che evidentemente abitavano a Spinalonga (l'attuale Giudecca) e i Badoer "Noel". Verso l'inizio del XII secolo questi rami scompaiono: mentre per i "Noel" è probabile una vera e propria estinzione (avvenuta forse prima del 1118), per i "da Spinale" (menzionati per l'ultima volta nel 1112) è ipotizzabile il trasferimento in una zona più vicina al centro cittadino. Va ricordato, infatti, che nel 1084 avviene una riorganizzazione delle giurisdizioni di Venezia con la definizione dei confini parrocchiali, sicché da questo momento i vari rami delle casate verranno distinti dalla contrada di residenza. Membri dei Badoer risultano risiedere a San Luca, San Salvatore, San Giacomo di Luprio, San Lio, San Pantalone, Santa Maria Maddalena, Santo Stefano.

### La congiura del Tiepolo
La famiglia risultò coinvolta nella nota congiura del Tiepolo del 1310: tra i capi della rivolta figurava infatti Badoero di Marco, assieme allo stesso Baiamonte Tiepolo e a Marco Querini (che era, peraltro, suo parente).
Avendo sposato Mabilia da Lendinara, appartenente ad un'influente famiglia padovana, il Badoer aveva evidentemente il compito di mantenere i contatti con i sostenitori in terraferma, facendo leva soprattutto sul partito filoestense (si era appena combattuta la guerra di Ferrara).
Come è noto, il colpo di mano fallì miseramente. Mentre la rivolta in città veniva soffocata, il Badoer, che doveva attaccare via mare, fu bloccato lungo le rive del Brenta a causa di una tempesta. Quando finalmente fu il momento di partire, venne intercettato dal podestà di Chioggia Ugolino Giustinian e fatto prigioniero; la sua condanna a morte avvenne il 27 giugno successivo.

### Gli anni successivi
Un ramo della famiglia abitava nella parrocchia di San Tomà, dove tuttora si trovano un ramo, un sotoportego e una corte Badoer.
Alla casata appartenevano numerose proprietà in terraferma, tra le quali spicca villa Badoer, nota anche col nome di "Badoera" e, nei documenti d'epoca, Fabrica del Magnifico Signor Francesco Badoero in Polesine, progettata dal Palladio e dichiarata patrimonio dell'umanità. Da sottolineare anche Badoere di Morgano (provincia di Treviso), paese sorto attorno alle adiacenze di un'altra villa, la "Rotonda" progettata, forse, dal Massari.
La prosperità economica di questa famiglia diede addirittura origine al modo di dire pien come el Badoer per indicare qualcuno di particolarmente ricco.

### I Badoer da Peraga
Un ramo familiare padovano che nacque con il matrimonio tra Bolzonella, figlia del ricchissimo e potente Pietro da Peraga e Marino Badoer, podestà di Padova. I figli nati dall'unione preferirono conservare il cognome della madre, per dare prosecuzione della schiatta Peraga. Il matrimonio fruttò i benefici di diversi territori compresi tra Mirano e Stra (1303). Maggiore esponente di questa casa fu il cardinale Bonaventura.

## Membri illustri
- Stefano Badoer, politico e condottiero del XIII secolo;
- Donata Badoer (1280-1333/1336), moglie dell'esploratore veneziano Marco Polo;
- Bonaventura Badoer Peraga (1332-1389), teologo e cardinale;
- Giacomo Badoer (1403-?), politico, autore del Libro dei conti, precursore della Ragioneria moderna;
- Giovanni Badoer (1465-1535), politico, diplomatico e poeta;
- Luigi Badoer (XVI secolo), provveditore generale in Dalmazia e ambasciatore alla corte di Carlo V;
- Federico Badoer (1519-1593), letterato, diplomatico e politico;
- Angelo Badoer (1565-1630), politico e diplomatico, spia antiveneziana al servizio della Chiesa e della Spagna;
- Iacopo (o Giacomo) Badoer (1602-1654), politico e letterato;
- Alberto Badoer (?-1677), vescovo di Crema;
- Giovanni Alberto Badoer (1649-1714), cardinale e patriarca.